# 園部和一郎

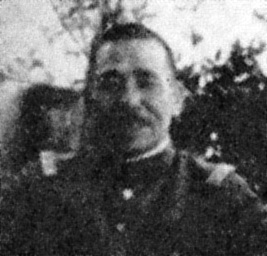
園部和一郎

園部 和一郎（そのべ わいちろう、1883年（明治16年）3月29日 - 1963年（昭和38年）3月18日）は、日本陸軍の軍人。最終階級は陸軍中将。

## 経歴
熊本県出身。旧姓・森。園部交雅の養子となる。熊本陸軍地方幼年学校、中央幼年学校を経て、1904年10月、陸軍士官学校（16期）を卒業する。同期には岡村寧次・土肥原賢二・板垣征四郎・安藤利吉らがいる。同年11月、歩兵少尉に任官し歩兵第23連隊付となる。1913年11月、陸軍大学校（25期）を優等で卒業した。
歩兵第23連隊中隊長、教育総監部課員、フランス駐在、フランス軍従軍、歩兵第30連隊付、欧州出張、教育総監部課員、参謀本部員、国際連盟陸軍代表随員、歩兵第74連隊長、教育総監部第1課長などを経て、1932年8月、陸軍少将に進級し歩兵第8旅団長となる。歩兵第1旅団長、陸軍歩兵学校幹事、同校長、第1独立守備隊司令官などを歴任し、1936年4月、陸軍中将に昇進した。
第7師団長、中部防衛司令官を経て、1940年3月、岡村寧次中将の後任として第11軍司令官に就任、宜昌作戦を遂行し宜昌を占領した。1941年4月10日、軍事参議官を経て、同年6月、予備役に編入された。大戦末期の1945年3月、召集を受け、留守第6師団司令部付、久留米師管区司令官を勤め、同年12月、召集解除となった。
1947年（昭和22年）11月28日、公職追放仮指定を受けた。

## 栄典
位階
- 1904年（明治37年）12月8日 - 正八位[3]
- 1938年（昭和13年）6月15日 - 正四位[4]

勲章等
- 1940年（昭和15年）8月15日 - 紀元二千六百年祝典記念章[5]

## 親族
- 兄 森幹一